# Hespereburia brachypa
Hespereburia brachypa là một loài bọ cánh cứng trong họ Cerambycidae.